# Jan van der Veen (schaker)
Jan van der Veen (1958) is een Nederlandse schaker. In 1999 speelde hij mee in het "VAM-open" te Hoogeveen en in 2000 in het "Essent-toernooi" te Hoogeveen. In 1988 werd hij ICCF-kampioen correspondentieschaak van Nederland.